# أشيكا رانجاناث
أشيكا رانجاناث هي ممثلة هندية ولدت في 5 أغسطس 1996، بدأت مشوارها الفني في عام 2016 ببطولة فيلم الولد المجنون.